# Hyperaspis senegalensis
Hyperaspis senegalensis är en skalbaggsart som beskrevs av Étienne Mulsant 1850. Hyperaspis senegalensis ingår i släktet Hyperaspis och familjen nyckelpigor. Utöver nominatformen finns också underarten H. s. hottentotta.